# Janny Bakker
Jannetje (Janny) Bakker-Klein (Huizen, 6 januari 1960) is een Nederlands bestuurder en politica voor het CDA. Sinds 13 juni 2023 is ze lid van de Eerste Kamer der Staten-Generaal.

## Biografie
Bakker werd geboren in Huizen. Ze deed opleidingen in de gezondheidszorg: een opleiding tot A-verpleegkundige aan het Diakonessenziekenhuis te Naarden en een opleiding tot operatieassistente aan het OLVG te Amsterdam. Na deze opleidingen te hebben afgerond ging ze aan het werk als operatiekamerassistent bij het Academisch Ziekenhuis Utrecht. Van 1988 tot 1993 ging ze Nederlands recht studeren, met daarna een studie recht, bestuur en management van twee jaar aan de Universiteit Utrecht waar ze in 1995 afstudeerde.
Na de studie Nederlands recht was ze tot 1999 beleidsmedewerker bij de Nederlandse Patiënten Consumenten Federatie. Hierna was ze tot 2006 directeur van de Nierstichting Nederland.

### Politiek
In 2002 werd Bakker verkozen tot gemeenteraadslid van de gemeente Huizen, en vanaf juni 2006 was Bakker wethouder en locoburgemeester. Hierbij had ze onder andere de portefeuilles financiën, volksgezondheid en grondzaken. In 2013 werd ze genomineerd voor de titel "Beste Bestuurder 2013" van het tijdschrift Binnenlands Bestuur. Naast haar wethouderschap was ze vanaf november 2014 enige tijd lid van het landelijke CDA-bestuur. In juni 2018 stopte Bakker als wethouder.
Na haar wethouderschap werd Bakker vanaf september 2018 voorzitter van de raad van bestuur van kennisinstituut Movisie. In december 2019 promoveerde ze aan de Erasmus Universiteit Rotterdam met haar proefschrift Anders kijken. Een zoektocht naar responsiviteit in het sociaal domein.
Op 13 juni 2023 werd Bakker geïnstalleerd als lid van de Eerste Kamer der Staten-Generaal, als nummer 4 van het CDA. Haar maidenspeech deed ze over de verbinding tussen de leefwereld van mensen en de systeemwereld van de overheid.

## Persoonlijk
Bakker is getrouwd en heeft een zoon.

## Onderscheiding
Bakker is lid van de Orde van Oranje-Nassau wegens haar vrijwilligerswerk.